# Kristina Mladenovic
Kristina Mladenovic (Serbio: Кристина Младеновић, Kristina Mladenović) (Saint-Pol-sur-Mer, Norte, 14 de mayo de 1993) es una tenista profesional francesa de ascendencia serbia. Su mejor clasificación WTA en individuales es 10.ª, alcanzada el 23 de octubre de 2017. Ha destacado sobre todo en la modalidad de dobles, donde en junio de 2019 logró ser, por primera vez, número 1 del mundo. Su padre y su madre, ambos atletas, son de la antigua Yugoslavia nacionalizados franceses.

## Carrera

### 2006-2011
Mladenovic comenzó a jugar torneos júnior en mayo de 2006. En 2007 fue la campeona en individuales del torneo Europa Sub-14. Su mayor logro en dicha modalidad llegó en 2009 con Roland Garros al ganar el título individual femenino júnior sin perder un solo set en el torneo. Ese año también fue finalista en individuales y dobles júnior del Campeonato de Wimbledon.
En 2008 comenzó a jugar las rondas de clasificación en torneos WTA. En 2009 entró por primera vez al cuadro principal de un torneo del WTA Tour al recibir una tarjeta de invitación para el individual femenino del Abierto de Australia; ese año también recibió tarjetas de invitación para Roland Garros y el Abierto de Estados Unidos pero Mladenovic perdió en primera ronda en las tres oportunidades. En 2011 ganó cuatro títulos en individuales y seis en dobles en el circuito ITF. Mladenovic alcanzó la final de dobles del torneo de Copenhague 2011 junto a la polaca Katarzyna Piter, siendo vencidas por la dupla de Johanna Larsson y Jasmin Wöhr por un doble 3–6. En 2011 también llegó por primera vez a la segunda ronda del dobles femenino de Roland Garros.
Mladenovic terminó la temporada 2011 como n.º 183 en individuales y n.º 100 en dobles.

### 2012
Durante los primeros meses del 2012 Mladenovic disputó sin éxito las rondas de clasificación (individual) de diversos torneos WTA, entre ellos el Abierto de Australia. Volvió a caer en primera ronda de Roland Garros, esta vez ante Dominika Cibulkova por 2–6, 1–6. En junio ganó sus tres partidos de clasificación para el  cuadro principal de Wimbledon, donde caería en primera ronda ante la también clasificada Jana Čepelová por 3–6, 6–3 y 1–6. Mejores resultados llegaron en agosto con el Abierto de Estados Unidos, entrando al cuadro principal como invitada y así llegando a la tercera ronda. En sus primeras dos rondas venció a Marina Erakovic y Anastasiya Pavliuchenkova, respectivamente, en dos sets. Pero perdió en la tercera ante la también francesa y undécima preclasificada Marion Bartoli por 2–6 y 4–6.  En septiembre, clasificó para el torneo de Quebec y llegó a las semifinales (por primera vez en un torneo WTA), pero allí perdió ante Lucie Hradecka por una estrecha puntuación de 5–7 y 6–7(5–7). Como resultado, Mladenovic se posicionó entre las primeras cien del mundo por primera vez, saltando del n.º 123 al 95 del ranking WTA. Kristina luego halló éxito en el Taipei Ladies Open (que no forma parte del WTA Tour, sino de la serie WTA 125s), donde se llevó el título por 6–4 y 6–3 ante la taiwanesa Chang Kai-chen. En el mismo torneo ganó el título de dobles con Chan Hao-ching como pareja. Su posición en el ranking individual ascendió al n.º 76, con la cual concluiría la temporada.
En la modalidad de dobles, Mladenovic se llevó dos títulos WTA y terminó la temporada entre las treinta primeras del respectivo ranking de dobles. Consiguió su rendimiento más notable en el Masters de Canadá (torneo de tipo Premier 5), al ganar el título junto a la polaca Klaudia Jans-Ignacik. Fue también campeona del torneo de Quebec junto a Tatjana Malek. Llegó a los cuartos de final en Brisbane y Doha. Con respecto a los Grand Slams, llegó a la tercera ronda del Abierto de Australia y a la segunda ronda de Roland Garros, Wimbledon y del Abierto de Estados Unidos. También representó a Francia en los Juegos Olímpicos de Londres 2012, siendo invitada en dobles donde se emparejó con Alize Cornet, ambas perdieron en primera ronda ante las chinas Shuai Peng y Jie Zheng.

### 2013
Mladenovic demostró ser una de las revelaciones del año en dobles, donde ganó tres títulos durante el primer semestre del año. Se proclamó campeona de los torneos de Memphis, Oeiras (ambos de tipo International) y Charleston (tipo Premier), emparejada con Galina Voskoboeva, Chan Hao-ching y Lucie Safarova, respectivamente.
Otros resultados relevantes en dobles incluyen ser finalista del torneo de Marruecos (con Petra Martić), semifinalista del Másters de Madrid y cuartofinalista de Roland Garros (ambos con Galina Voskoboeva); los puntos y ganancias que ofrecieron estos dos últimos torneos fueron más considerables, al ser de las categorías más altas entre los torneos WTA. En la Fed Cup 2013, ella y Alize Cornet le dieron una victoria al equipo de Francia. 
Debido a sus buenos resultados, Mladenovic subió al número 14 del ranking de dobles el 10 de junio.
Durante el Másters de Madrid, el canadiense y ocho veces ganador de títulos de Grand Slams en dobles Daniel Nestor le pidió a Kristina ser su pareja para el dobles mixto de Roland Garros, a lo cual ella aceptó. La pareja, de veinte años de diferencia, alcanzó la final del torneo donde fueron vencidos por los checos Lucie Hradecka y František Čermák con un marcador de 6–1, 4–6, [6–10], perdiendo en el desempate por 4 puntos. Después del exitoso resultado, la pareja se volvió a juntar para Wimbledon y fueron campeones por 5–7, 6–2, 8–6 ante la americana Lisa Raymond y el brasileño Bruno Soares, siendo este el primer título Grand Slam de Mladenovic y convirtiéndola así en la segunda persona nacida en la década de los 90 en ganar un título Grand Slam ya sea en individuales o en dobles.
Sobre la experiencia de jugar dobles mixtos, Mladenovic expresó que ha sido de gran ayuda para su juego en individuales y que tratar de devolver el servicio de un hombre puede ayudar al juego de las mujeres.
Igualmente, ha sido un año muy positivo en el ámbito individual. Ganó su primera ronda del Abierto de Australia ante Timea Babos por 6–3, 4–6 y 11–9; pero Sloane Stephens la venció en la segunda con un marcador de 4–6 y 3–6. En febrero llegó a las semifinales de París, torneo de tipo Premier y el segundo más importante en Francia después de Roland Garros. En primera ronda venció a Julia Görges (número 19 del ranking WTA y séptima preclasificada) por 7–5, 5–7, 7–6(7–4), en la segunda a Yanina Wickmayer (número 22 del ranking) por un doble 6–4, en los cuartos de final venció a la número ocho del mundo Petra Kvitova por 6–3 y 6–4. Kristina había perdido ante Kvitova en las rondas de clasificación del mismo torneo en 2008. En las semifinales, Mladenovic cayó ante la alemana Mona Barthel en dos sets. Alcanzó las semifinales del Florianopolis y los cuartos de final de Memphis y Marruecos. Llegó hasta la segunda ronda del Masters de Miami, Másters de Madrid y de Roland Garros, en este último siendo eliminada por la novena preclasificada Samantha Stosur en sets corridos. Su posición en el ranking en individuales ascendió al n.º 37 en junio.

## Torneos de Grand Slam

### Dobles

#### Campeona (6)
| Año  | Torneo               | Pareja          | Oponentes en la final              | Resultado     |
| 2016 | Roland Garros        | Caroline Garcia | Yekaterina Makarova Yelena Vesnina | 6-3, 2-6, 6-4 |
| 2018 | Abierto de Australia | Tímea Babos     | Yekaterina Makarova Yelena Vesnina | 6-4, 6-3      |
| 2019 | Roland Garros        | Tímea Babos     | Yingying Duan Saisai Zheng         | 6-2, 6-3      |
| 2020 | Abierto de Australia | Tímea Babos     | Su-Wei Hsieh Barbora Strýcová      | 6-2, 6-1      |
| 2020 | Roland Garros        | Tímea Babos     | Alexa Guarachi Desirae Krawczyk    | 6-4, 7-5      |
| 2022 | Roland Garros        | Caroline Garcia | Cori Gauff Jessica Pegula          | 2-6, 6-3, 6-2 |

#### Finalista (5)
| Año  | Torneo               | Pareja          | Oponentes en la final                | Resultado           |
| 2014 | Wimbledon            | Tímea Babos     | Sara Errani Roberta Vinci            | 1-6, 3-6            |
| 2016 | Abierto de EE.UU.    | Caroline Garcia | Bethanie Mattek-Sands Lucie Šafářová | 6-2, 6-7(5), 4-6    |
| 2018 | Abierto de EE.UU.    | Tímea Babos     | Ashleigh Barty Coco Vandeweghe       | 6-3, 6-7(2), 6-7(6) |
| 2019 | Abierto de Australia | Tímea Babos     | Samantha Stosur Shuai Zhang          | 3-6, 4-6            |
| 2024 | Abierto de EE.UU.    | Shuai Zhang     | Lyudmyla Kichenok Jeļena Ostapenko   | 4-6, 3-6            |

### Dobles mixto

#### Títulos (3)
| Año  | Torneo               | Pareja        | Oponentes en la final       | Resultado     |
| 2013 | Wimbledon            | Daniel Nestor | Lisa Raymond Bruno Soares   | 5-7, 6-2, 8-6 |
| 2014 | Abierto de Australia | Daniel Nestor | Sania Mirza Horia Tecău     | 6-3, 6-2      |
| 2022 | Abierto de Australia | Ivan Dodig    | Jaimee Fourlis Jason Kubler | 6-3, 6-4      |

#### Finalista (2)
| Año  | Torneo               | Pareja        | Oponentes en la final           | Resultado        |
| 2013 | Roland Garros        | Daniel Nestor | Lucie Hradecka František Čermák | 6-1, 4-6, [6-10] |
| 2015 | Abierto de Australia | Daniel Nestor | Martina Hingis Leander Paes     | 4-6, 3-6         |

## Títulos WTA (29; 1+28)

### Individual (1)
| Leyenda                                |
| Grand Slam (0)                         |
| WTA Finals (0)                         |
| P. Mandatory & Premier 5, WTA 1000 (0) |
| Premier, WTA 500 (1)                   |
| International, WTA 250 (0)             |

| N.º | Fecha                | Torneo          | Superficie | Oponente en la final | Resultado        |
| 1.  | 5 de febrero de 2017 | San Petersburgo | Dura (i)   | Yulia Putintseva     | 6-2, 6-7(3), 6-4 |

#### Finalista (7)
| N.º | Fecha                 | Torneo           | Superficie        | Oponente en la final | Resultado        |
| 1.  | 23 de mayo de 2015    | Estrasburgo      | Tierra batida     | Samantha Stosur      | 6-3, 2-6, 3-6    |
| 2.  | 12 de junio de 2016   | 's-Hertogenbosch | Hierba            | Coco Vandeweghe      | 5-7, 5-7         |
| 3.  | 16 de octubre de 2016 | Hong Kong        | Dura              | Caroline Wozniacki   | 1-6, 7-6(4), 2-6 |
| 4.  | 4 de marzo de 2017    | Acapulco         | Dura              | Lesia Tsurenko       | 1-6, 5-7         |
| 5.  | 30 de abril de 2017   | Stuttgart        | Tierra batida (i) | Laura Siegemund      | 1-6, 6-2, 6-7(5) |
| 6.  | 13 de mayo de 2017    | Madrid           | Tierra batida     | Simona Halep         | 5-7, 7-6(5), 2-6 |
| 7.  | 4 de febrero de 2018  | San Petersburgo  | Dura (i)          | Petra Kvitová        | 1-6, 2-6         |

### Dobles (28)
| Leyenda                                |
| Grand Slam (6)                         |
| WTA Finals (2)                         |
| P. Mandatory & Premier 5, WTA 1000 (4) |
| Premier, WTA 500 (4)                   |
| International, WTA 250 (12)            |

| N.º | Fecha                    | Torneo               | Superficie        | Pareja               | Oponentes en la final                 | Resultado              |
| --- | ------------------------ | -------------------- | ----------------- | -------------------- | ------------------------------------- | ---------------------- |
| 1.  | 12 de agosto de 2012     | Montreal             | Dura              | Klaudia Jans-Ignacik | Nadia Petrova Katarina Srebotnik      | 7-5, 2-6, [10-7]       |
| 2.  | 16 de septiembre de 2012 | Quebec               | Dura (i)          | Tatjana Malek        | Alicja Rosolska Heather Watson        | 7-6(5), 6-7(8), [10-7] |
| 3.  | 23 de febrero de 2013    | Memphis              | Dura (i)          | Galina Voskoboeva    | Sofia Arvidsson Johanna Larsson       | 7-6(5), 6-3            |
| 4.  | 7 de abril de 2013       | Charleston           | Tierra batida     | Lucie Šafářová       | Andrea Hlaváčková Liezel Huber        | 6-3, 7-6(6)            |
| 5.  | 4 de mayo de 2013        | Oeiras               | Tierra batida     | Hao-Ching Chan       | Darija Jurak Katalin Marosi           | 7-6(3), 6-2            |
| 6.  | 13 de julio de 2013      | Palermo              | Tierra batida     | Katarzyna Piter      | Karolína Plíšková Kristýna Plíšková   | 6-1, 5-7, [10-8]       |
| 7.  | 13 de octubre de 2013    | Osaka                | Dura              | Flavia Pennetta      | Samantha Stosur Shuai Zhang           | 6-4, 6-3               |
| 8.  | 1 de marzo de 2014       | Acapulco             | Dura              | Galina Voskobóyeva   | Petra Cetkovská Iveta Melzer          | 6-3, 2-6, [10-5]       |
| 9.  | 21 de febrero de 2015    | Dubái                | Dura              | Tímea Babos          | Garbiñe Muguruza Carla Suárez         | 6-3, 6-2               |
| 10. | 1 de mayo de 2015        | Marrakech            | Tierra batida     | Tímea Babos          | Laura Siegemund Maryna Zanevska       | 6-1, 7-6(5)            |
| 11. | 17 de mayo de 2015       | Roma                 | Tierra batida     | Tímea Babos          | Martina Hingis Sania Mirza            | 6-4, 6-3               |
| 12. | 8 de agosto de 2015      | Washington           | Dura              | Belinda Bencic       | Lara Arruabarrena Andreja Klepač      | 7-5, 7-6(7)            |
| 13. | 10 de abril de 2016      | Charleston           | Tierra batida     | Caroline Garcia      | Bethanie Mattek-Sands Lucie Šafářová  | 6-2, 7-5               |
| 14. | 24 de abril de 2016      | Stuttgart            | Tierra batida (i) | Caroline Garcia      | Martina Hingis Sania Mirza            | 2-6, 6-1, [10-6]       |
| 15. | 7 de mayo de 2016        | Madrid               | Tierra batida     | Caroline Garcia      | Martina Hingis Sania Mirza            | 6-4, 6-4               |
| 16. | 5 de junio de 2016       | Roland Garros        | Tierra batida     | Caroline Garcia      | Yekaterina Makarova Yelena Vesnina    | 6-3, 2-6, 6-4          |
| 17. | 26 de enero de 2018      | Abierto de Australia | Dura              | Tímea Babos          | Yekaterina Makarova Yelena Vesnina    | 6-4, 6-3               |
| 18. | 24 de junio de 2018      | Birmingham           | Hierba            | Tímea Babos          | Elise Mertens Demi Schuurs            | 4-6, 6-3, [10-8]       |
| 19. | 28 de octubre de 2018    | WTA Finals           | Dura (i)          | Tímea Babos          | Barbora Krejčíková Kateřina Siniaková | 6-4, 7-5               |
| 20. | 28 de abril de 2019      | Estambul             | Tierra batida     | Tímea Babos          | Alexa Guarachi Sabrina Santamaria     | 6-1, 6-0               |
| 21. | 9 de junio de 2019       | Roland Garros        | Tierra batida     | Tímea Babos          | Yingying Duan Saisai Zheng            | 6-2, 6-3               |
| 22. | 3 de noviembre de 2019   | WTA Finals           | Dura (i)          | Tímea Babos          | Su-Wei Hsieh Barbora Strýcová         | 6-1, 6-3               |
| 23. | 31 de enero de 2020      | Abierto de Australia | Dura              | Tímea Babos          | Su-Wei Hsieh Barbora Strýcová         | 6-2, 6-1               |
| 24. | 11 de octubre de 2020    | Roland Garros        | Tierra batida     | Tímea Babos          | Alexa Guarachi Desirae Krawczyk       | 6-4, 7-5               |
| 25. | 5 de junio de 2022       | Roland Garros        | Tierra batida     | Caroline Garcia      | Cori Gauff Jessica Pegula             | 2-6, 6-3, 6-2          |
| 26. | 17 de julio de 2022      | Lausana              | Tierra batida     | Olga Danilović       | Ulrike Eikkeri Tamara Zidanšek        | w/o                    |
| 27. | 25 de septiembre de 2022 | Seúl                 | Dura              | Yanina Wickmayer     | Asia Muhammad Sabrina Santamaria      | 6-3, 6-2               |
| 28. | 9 de octubre de 2022     | Monastir             | Dura              | Kateřina Siniaková   | Miyu Kato Angela Kulikov              | 6-2, 6-0               |

#### Finalista (18)
| N.º | Fecha                    | Torneo               | Superficie    | Pareja              | Oponentes en la final                 | Resultado           |
| --- | ------------------------ | -------------------- | ------------- | ------------------- | ------------------------------------- | ------------------- |
| 1.  | 12 de junio de 2011      | Copenhague           | Dura          | Katarzyna Piter     | Johanna Larsson Jasmin Wöhr           | 3-6, 3-6            |
| 2.  | 28 de abril de 2013      | Marrakech            | Tierra batida | Petra Martić        | Tímea Babos Mandy Minella             | 3-6, 1-6            |
| 3.  | 4 de enero de 2014       | Brisbane             | Dura          | Galina Voskoboeva   | Alla Kudryavtseva Anastasia Rodionova | 3-6, 1-6            |
| 4.  | 2 de febrero de 2014     | París                | Dura (i)      | Tímea Babos         | Anna-Lena Grönefeld Květa Peschke     | 7-6(7), 4-6, [5-10] |
| 5.  | 20 de junio de 2014      | 's-Hertogenbosch     | Hierba        | Michaella Krajicek  | Marina Erakovic Arantxa Parra         | 6-0, 6-7(5), [8-10] |
| 6.  | 5 de julio de 2014       | Wimbledon            | Hierba        | Tímea Babos         | Sara Errani Roberta Vinci             | 1-6, 3-6            |
| 7.  | 17 de agosto de 2014     | Cincinnati           | Dura          | Tímea Babos         | Raquel Kops-Jones Abigail Spears      | 1-6, 0-2, ret.      |
| 8.  | 15 de enero de 2016      | Sídney               | Dura          | Caroline Garcia     | Martina Hingis Sania Mirza            | 6-1, 5-7, [5-10]    |
| 9.  | 20 de febrero de 2016    | Dubái                | Dura          | Caroline Garcia     | Chia-Jung Chuang Darija Jurak         | 4-6, 4-6            |
| 10. | 11 de septiembre de 2016 | Abierto de EE. UU.   | Dura          | Caroline Garcia     | Bethanie Mattek-Sands Lucie Šafářová  | 6-2, 6-7(5), 4-6    |
| 11. | 9 de octubre de 2016     | Pekín                | Dura          | Caroline Garcia     | Bethanie Mattek-Sands Lucie Šafářová  | 4-6, 4-6            |
| 12. | 12 de mayo de 2018       | Madrid               | Tierra batida | Tímea Babos         | Yekaterina Makarova Yelena Vesnina    | 6-2, 4-6, [8-10]    |
| 13. | 9 de septiembre de 2018  | Abierto de EE. UU.   | Dura          | Tímea Babos         | Ashleigh Barty Coco Vandeweghe        | 6-3, 6-7(2), 6-7(6) |
| 14. | 25 de enero de 2019      | Abierto de Australia | Dura          | Tímea Babos         | Samantha Stosur Shuai Zhang           | 3-6, 4-6            |
| 15. | 16 de mayo de 2021       | Roma                 | Tierra batida | Markéta Vondroušová | Sharon Fichman Giuliana Olmos         | 6-4, 5-7, [5-10]    |
| 16. | 12 de enero de 2024      | Adelaida             | Dura          | Caroline Garcia     | Beatriz Haddad Maia Taylor Townsend   | 5-7, 3-6            |
| 17. | 6 de septiembre de 2024  | Abierto de EE.UU.    | Dura          | Shuai Zhang         | Lyudmyla Kichenok Jeļena Ostapenko    | 4-6, 3-6            |
| 18. | 8 de febrero de 2025     | Abu Dabi             | Dura          | Shuai Zhang         | Jelena Ostapenko Ellen Perez          | 2-6, 1-6            |

## Títulos WTA 125s (2; 1+1)

### Individuales (1)
| N.º | Fecha                 | Torneo | Superficie | Oponente en la final | Resultado |
| --- | --------------------- | ------ | ---------- | -------------------- | --------- |
| 1.  | 29 de octubre de 2012 | Taipéi | Dura       | Kai-Chen Chang       | 6-4, 6-3  |

#### Finalista (1)
| N.º | Fecha                  | Torneo  | Superficie | Oponente en la final | Resultado   |
| --- | ---------------------- | ------- | ---------- | -------------------- | ----------- |
| 1.  | 9 de noviembre de 2014 | Limoges | Dura       | Tereza Smitková      | 6-7(4), 5-7 |

### Dobles (1)
| N.º | Fecha                  | Torneo | Superficie | Pareja         | Oponentes en la final          | Marcador         |
| --- | ---------------------- | ------ | ---------- | -------------- | ------------------------------ | ---------------- |
| 1.  | 4 de noviembre de 2012 | Taipéi | Dura       | Hao-Ching Chan | Kai-Chen Chang Olga Govortsova | 5-7, 6-2, [10-8] |

#### Finalista (1)
| N.º | Fecha                  | Torneo  | Superficie | Pareja      | Oponentes en la final              | Marcador         |
| --- | ---------------------- | ------- | ---------- | ----------- | ---------------------------------- | ---------------- |
| 1.  | 9 de noviembre de 2014 | Limoges | Dura       | Tímea Babos | Kateřina Siniaková Renata Voráčová | 6-2, 2-6, [5-10] |

## Desempeño en los Grand Slams

### Individuales
| Torneo                    | 2009 | 2010 | 2011 | 2012 | 2013 | 2014 | 2015 | 2016 | 2017 | 2018 | 2019 | 2020 | G–P   |
| ------------------------- | ---- | ---- | ---- | ---- | ---- | ---- | ---- | ---- | ---- | ---- | ---- | ---- | ----- |
| Abierto de Australia      | 1R   | Q3   | Q1   | Q2   | 2R   | 1R   | 2R   | 3R   | 1R   | 1R   | 1R   |      | 4–8   |
| Roland Garros             | 1R   | 1R   | 1R   | 1R   | 2R   | 3R   | 3R   | 3R   | CF   | 1R   | 2R   |      | 12–11 |
| Wimbledon                 | A    | A    | A    | 1R   | 1R   | 1R   | 3R   | 1R   | 2R   | 3R   | 2R   |      | 6–8   |
| Abierto de Estados Unidos | 1R   | A    | Q2   | 3R   | 2R   | 1R   | CF   | 2R   | 1R   | 2R   | 2R   |      | 10–9  |
| Ganados–Perdidos          | 0–3  | 0–1  | 0–1  | 2–3  | 3–4  | 2-4  | 9-4  | 5-4  | 5-4  | 3-4  | 3-4  |      | 31–35 |
| Ranking de fin de año     | 202  | 354  | 183  | 76   | 55   | 81   | 29   | 42   | 11   | 44   |      |      |       |

### Dobles
| Torneo                    | 2008 | 2009 | 2010 | 2011 | 2012 | 2013 | 2014 | 2015 | 2016 | 2017 | 2018 | 2019 | 2020 | G–P   |   |
| ------------------------- | ---- | ---- | ---- | ---- | ---- | ---- | ---- | ---- | ---- | ---- | ---- | ---- | ---- | ----- | - |
| Abierto de Australia      | A    | A    | A    | A    | 3R   | 1R   | 2R   | 2R   | 3R   | SF   | G    | F    | G    | 27–7  |   |
| Roland Garros             | 1R   | 1R   | 1R   | 2R   | 2R   | CF   | 3R   | 2R   | G    | 3R   | CF   | G    |      | 25–10 |   |
| Wimbledon                 | A    | A    | A    | A    | 2R   | 2R   | F    | SF   | CF   | CF   | CF   | SF   |      | 23–8  |   |
| Abierto de Estados Unidos | A    | A    | A    | A    | 2R   | 3R   | 1R   | 3R   | F    | 3R   | F    | CF   |      | 20–8  |   |
| Ganados–perdidos          | 0–1  | 0–1  | 0–1  | 1–1  | 5–4  | 6–4  | 8-4  | 8-4  | 16-3 | 11–4 | 17–3 | 17–3 | 6–0  | 95–33 |   |
| Ranking de fin de año     | —    | 530  | 270  | 100  | 28   | 19   | 17   | 9    | 2    | 26   | 3    |      |      | 2     | 2 |

### Dobles mixtos
| Torneo                    | 2013 | 2014 | 2015 | 2016 | 2017 | 2018 | Títulos | G–P  |
| ------------------------- | ---- | ---- | ---- | ---- | ---- | ---- | ------- | ---- |
| Abierto de Australia      | A    | G    | F    | A    | A    | A    | 1 / 2   | 9–1  |
| Roland Garros             | F    | CF   | 2R   | SF   | A    | A    | 0 / 4   | 11–4 |
| Wimbledon                 | G    | SF   | CF   | A    | A    | A    | 1 / 3   | 10–2 |
| Abierto de Estados Unidos | SF   | 1R   | A    | A    | A    | A    | 0 / 1   | 3–1  |
| Ganados–perdidos          | 12–2 | 10-3 | 7-3  | 3-1  | 0-0  | 0-0  | 2 / 10  | 40–9 |